# 羯猎颠
羯猎颠（?—?），唐朝龟兹将领。
唐太宗贞观二十二年（648年），龟兹国王白诃黎布失毕派他和宰相那利率军五万，抵挡唐朝阿史那社尔的前锋韩威。兵败退守拨换城（今阿克苏）。社尔围城40天后攻克，俘虏白诃黎布失毕和羯猎颠。社尔以白诃黎布失毕弟弟白叶护为新国王，将白诃黎布失毕和羯猎颠带到长安，被赦免。贞观二十三年（649年），唐太宗去世后，唐高宗复封诃黎布失毕为龟兹王，与那利、羯猎颠还国。那利与诃黎布失毕的妻子阿史那氏通奸，唐高宗显庆三年（658年），唐高宗召那利与诃黎布失毕至京师，囚那利，护遣诃黎布失毕还国。羯猎颠遣使降西突厥阿史那贺鲁，不让诃黎布失毕回国，诃黎布失毕悒悒而死。唐高宗派左屯卫大将军杨胄发兵攻打羯猎颠，战于泥师城，羯猎颠兵败被俘。以其地为龟兹都督府，更立诃黎布失毕之子白素稽为王，授右骁卫大将军，为龟兹都督。